# Mount Lorne-Lac-Southern
Circonscription électorale territoriale du Canada
Mount-Lorne-Lac-Southern est une circonscription territoriale à l'Assemblée législative du Yukon, territoire du Canada.
Les premières élections sont celles de l'élection territoriale du mardi 11 octobre 2011. La circonscription a été créée en associant les circonscriptions autrefois séparé de Mount Lorne et du Lac Southern.

## Liste des députés
|  | 2011 - 2016    | Kevin Barr          | Néo-démocrate |
|  | 2016 - 2021    | John Streicker (en) | Libéraux      |
|  | 2021 - présent | John Streicker (en) | Libéraux      |

## Résultats électoraux
| Élection générale yukonnaise de 2011 | Élection générale yukonnaise de 2011 | Élection générale yukonnaise de 2011 | Élection générale yukonnaise de 2011 |
| Candidat                             | Candidat                             | Parti                                | # de voix                            |
| ------------------------------------ | ------------------------------------ | ------------------------------------ | ------------------------------------ |
|                                      | Kevin Barr                           | NPD                                  | 488                                  |
|                                      | Deborah Fulmer                       | Parti du Yukon                       | 395                                  |
|                                      | Ted Adel                             | Libéral                              | 111                                  |
|                                      | Stanley James                        | Premières Nations (en)               | 49                                   |
| Total                                | Total                                | Total                                | 1043                                 |